# 리카도 가드너
리카도 웨인 가드너(영어: Ricardo Wayne Gardner, 1978년 9월 25일 ~ )는 자메이카의 축구 선수, 지도자이다. 선수 시절 포지션은 왼쪽 수비수였으며, 왼쪽 윙어로 뛰기도 했다.
1998년 볼턴 원더러스에 입단한 이래 300경기가 넘는 출전 기록을 갖고 있다. 1997년부터 2009년까지 자메이카 대표팀에서 뛰는 동안 108경기에 출전했고 1998년 FIFA 월드컵에서 자메이카 대표로 출전했다.

## 같이 보기
- A매치 100경기 이상 출전한 축구 선수 명단